# Marko Danz
Marko Danz (* 19. September 1972) ist ein früherer deutscher Biathlet und heutiger Biathlontrainer.
Marko Danz hatte seinen größten Erfolg als Biathlet, als er 1993 in Bayerisch Eisenstein an der Seite von René König, Sven Fischer und Steffen Hoos bei den deutschen Meisterschaften mit der Vertretung Thüringens den Titel gewann. 1994 belegte er im Biathlon Einzelwettkampf in der Männerklasse zum Alpencup in Le Grand Bornand (FRA) den 2. Platz. Er wurde mehrfacher Deutscher Jugend- und Juniorenmeister mit der Staffel Thüringens. Nach seiner aktiven Karriere blieb er dem Biathlonsport als Skitechniker und Trainer verbunden. Als Skitechniker war er bei vier Olympischen Spielen für den DSV im Einsatz. Bis zu seinem Rückzug nach der Saison 2011/12 gehörte er zu den Skitechnikern des Biathlon-Nationalteams. Marko Danz ist Diplomtrainer des DOSB im Biathlon. 2006 absolvierte er die Meisterausbildung im Tischlerhandwerk bei der HWK Südthüringen. Er lebt in Floh-Seligenthal.
Danz leitet am Olympiastützpunkt Thüringen in Oberhof die Trainingsgruppe der Männer. Bis 2023 tat er dies geinsam mit Mark Kirchner, seitdem mit Jens Filbrich und Erik Lesser. Zudem ist er beim Deutschen Skiverband Disziplintrainer der Lehrgangsgruppe 2a, das heißt der Junioren (19 bis 21 Jahre).

## Belege
1. ↑  Personelle Veränderungen in den DSV-Disziplinen

| Personendaten    | Personendaten      |
| ---------------- | ------------------ |
| NAME             | Danz, Marko        |
| KURZBESCHREIBUNG | deutscher Biathlet |
| GEBURTSDATUM     | 19. September 1972 |